# Sminthopsis
Sminthopsis là một chi động vật có vú trong họ Dasyuridae, bộ Dasyuromorphia. Chi này được Thomas miêu tả năm 1887. Loài điển hình của chi này là Phascogale crassicaudata Gould, 1844.

## Hình ảnh

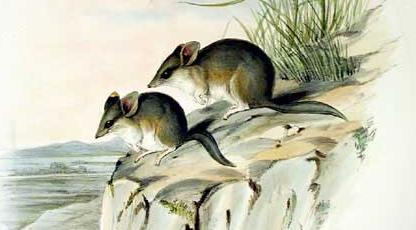
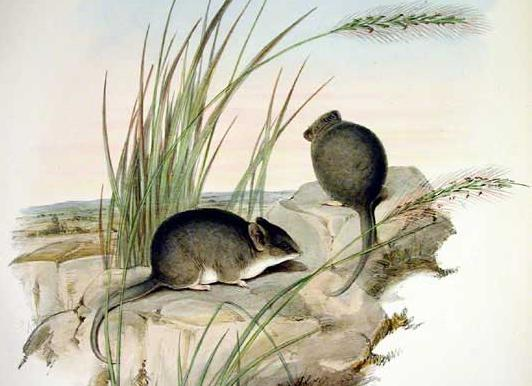
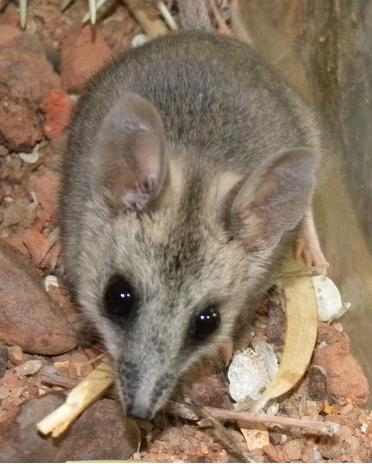
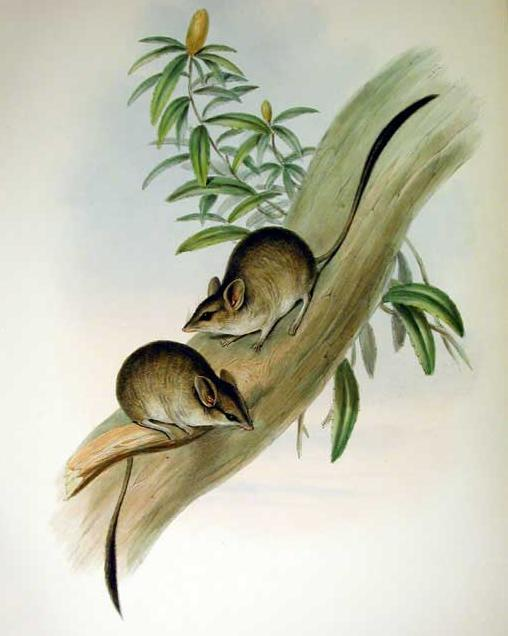

## Các loài
Chi này gồm các loài: